# Christologie philosophique

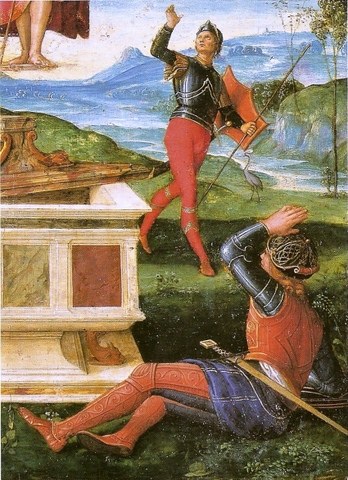
Raphaël, La Résurrection du Christ (détail), musée d'Art de Sao Paulo

La christologie philosophique est un nouveau champ de recherche de la philosophie, apparu dans les années 1970 et thématisé par Xavier Tilliette, jésuite. Pour ce spécialiste de Schelling, il s'agit d'élargir le champ de la philosophie aux données théologiques, dont relève la christologie. Ce développement se fait notamment à partir de l'Idea Christi d'Érasme et de Nicolas de Cuse, à laquelle Xavier Tilliette a consacré plusieurs essais.
Élaborée depuis 1974 (Le Christ des philosophes, première version), son œuvre a rencontré celle de deux autres philosophes, Michel Henry et Claude Bruaire, eux-mêmes auteurs de travaux qui vont dans le sens de cette philosophie chrétienne née de la Révélation.